# Małgorzata Tracz
Małgorzata Elżbieta Tracz (født 8. december 1985 i Bolesławiec, Polen) er en polsk politiker, der siden 2015 har været formand for det grønne parti, Zieloni, og siden 2019 har været medlem af Sejmen.

## Karriere
Tracz studerede Polske studier og internationale relationer ved Wrocław Universitet. Efter færdiggørelsen af sin uddannelse arbejdede hun i flere år for et internationalt selskab. Hun underviser derudover i øjeblikket ved Wrocław Universitet.
Hun blev valgt til Sejmen ved Parlamentsvalget i 2019, hvor Zieloni stillede op som en del af Borgernes Koalition-alliancen.